# Ryderwood (Washington)
 (septembre 2022).
Ryderwood  est une census-designated place américaine de l'État de Washington dans le comté de Cowlitz. 
La population était de 395 habitants en 2010.